# 阿里加斯
阿里加斯（法語：Arrigas，法語發音：[aʁiɡas]）是法国加尔省的一个市镇，属于勒维冈区。该市镇总面积20.28平方公里，2009年时的人口为197人。

## 人口
阿里加斯人口变化图示